# Пузанов, Лев Илларионович
Лев Илларионович Пузанов (1908—1965) — советский военачальник. Участник Советско-финской и Великой Отечественной войн. Герой Советского Союза (21.03.1940). Гвардии полковник (1944).

## Биография
Родился 15 февраля 1908 года в губернском городе Екатеринославе Российской империи (ныне город Днепр Украины) в семье рабочего. Русский. Образование 6 классов. С 1924 года жил в Енакиево. Трудовую деятельность начал коногоном на шахте «Юный Коммунар», затем работал формовщиком-литейщиком и котельщиком на Енакиевском металлургическим заводе.
В ряды Рабоче-крестьянской Красной Армии Л. И. Пузанов был призван Енакиевским городским военкоматом в ноябре 1931 года. Срочную службу служил в 239-м стрелковом полку 80-й стрелковой дивизии Украинского военного округа, окончил полковую школу этого полка в 1932 году и командовал пулемётным взводом. Тогда же Лев Илларионович решил связать свою жизнь с армией и в январе 1933 года по личному рапорту был направлен на учёбу в Москву. 
В 1935 году он окончил 1-ю Советскую Объединённую военную школу имени ВЦИК. С ноября этого года служил в 19-й механизированной бригаде Ленинградского военного округа (г. Пушкин): командир взвода, командир учебной роты, с октября 1937 — командир стрелково-пулемётного батальона, с апреля 1938 по январь 1939 — командир отдельной мотострелковой роты. Затем вновь его направили на учёбу, в апреле 1939 года окончил Курсы усовершенствования командного состава пехоты «Выстрел» и вернулся в свою бригаду, которая к тому времени была преобразована в 1-ю лёгкотанковую бригаду. В сентябре назначен командиром батальона в этой бригаде.

## Советско-финская война
С началом советско-финской войны старший лейтенант Л. И. Пузанов во главе своего батальона был направлен на фронт. В бою 20 декабря на Карельском перешейке получил контузию, после выхода из госпиталя 27 декабря назначен исполняющим должность помощника начальника отдела в штабе 10-го танкового корпуса. 
6 февраля 1940 года назначен на должность командира 2-го стрелкового батальона 169-го мотострелкового полка 86-й Краснознамённой имени Президиума Верховного Совета Татарской АССР мотострелковой дивизии. Дивизия в то время завершала переброску на фронт из Приволжского военного округа на усиление 7-й армии Северо-Западного фронта, 21 февраля 1940 года завершила выгрузку из эшелонов в городе Кингисеппе, и совершив многокилометровый марш по льду Финского залива, в конце февраля вышла в район боёв и была включена в состав 28-го стрелкового корпуса. В бой в составе дивизии старший лейтенант Л. И. Пузанов вступил 1 марта 1940 года. Тогда 169-й мотострелковый полк под командованием полковника М. А. Зашибалова первым из подразделений 28-го стрелкового корпуса вступил в бой на северной оконечности полуострова Койвисто и совместно с 252-м стрелковым полком 70-й стрелковой дивизии выбил финнов с последнего плацдарма на полуострове. На следующий день перед полком была поставлена задача очистить от противника остров Туппуран-Саари для дальнейшего броска через Выборгский залив. Ещё затемно батальоны полка начали выдвижение к острову, но финны своевременно обнаружили советские войска, и включив прожекторы, открыли шквальный огонь. Пехота залегла, и тогда старший лейтенант Л. И. Пузанов, поднявшись в полный рост, личным примером поднял свой батальон в атаку. Ворвавшись с батальоном на финские позиции, он выбил оттуда неприятеля и овладел его укреплениями и долговременными огневыми точками. Во время штурма острова Лев Илларионович был ранен в голову, но остался в строю. Ликвидировав финские гарнизоны на островах в Выборгском заливе, на рассвете 5 марта подразделения 28-го стрелкового корпуса достигли его западного побережья и захватили плацдарм в районе Вилайоки — Тайкина, который в ходе боёв к утру 6 марта был расширен до 40 километров по фронту и на 1 километр в глубину. В результате советские войска вышли на стратегически важное шоссе Выборг-Хельсинки, по которому открывался прямой путь на столицу Финляндии. Во время боёв за плацдарм в самые напряжённые моменты боя старший лейтенант Л. И. Пузанов первым поднимался в атаку и увлекал своих бойцов на выполнение боевых задач. Жаркие бои на плацдарме шли до момента вступления в силу советско-финского мирного договора 13 марта 1940 года. 
«За образцовое выполнение боевых заданий командования на фронте борьбы с финской белогвардейщиной и проявленные при этом отвагу и геройство» указом Президиума Верховного Совета СССР от 21 марта 1940 года старшему лейтенанту Пузанову Льву Илларионовичу присвоено звание Героя Советского Союза с вручением ордена Ленина и медали «Золотая Звезда».
Вскоре после награждения Л. И. Пузанову было присвоено воинское звание капитан, а 6 апреля 1940 года он повышен в должности до заместителя командира 169-го мотострелкового полка. В августе 1940 года он получил назначение в 15-ю моторизованную дивизию 2-го механизированного корпуса 9-й армии Одесского военного округа. По прибытии в часть Л. И. Пузанов заступил на должность заместителя командира 6-го мотоциклетного полка по строевой части. Перед началом Великой Отечественной войны полк дислоцировался в Дубоссарах Молдавской ССР.

## Великая Отечественная война
В боях с немецко-фашистскими захватчиками и их румынскими союзниками капитан Л. И. Пузанов участвовал с июля 1941 года на Южном фронте. В составе своего подразделения участвовал в Приграничных сражениях в Молдавии на реке Прут, затем — в контрударе 2-го механизированного корпуса под Кишинёвом. В июле отступал с боями по Украине в ходе Тираспольско-Мелитопольской оборонительной операции. 
23 июля был отозван с фронта и направлен на учёбу и уже в ноябре 1941 году окончил в ускоренном порядке первый курс Военной академии РККА имени М. В. Фрунзе. Однако завершить учёбу в академии ему не удалось — в связи с огромной нехваткой комсостава на фронтах в ноябре был направлен в 3-ю гвардейскую стрелковую дивизию 54-й армии Ленинградского (с 17 декабря 1941 года — Волховского) фронта и там 15 декабря 1941 года принял под командование 9-й гвардейский стрелковый полк. Руководил действиями полка в Любанской операции. Под его командованием полк прорвал сильно укреплённую полосу обороны немцев на рубеже станция Погостье — разъезд Жарок, уничтожив при этом до 500 солдат и офицеров вермахта. Развивая наступление, бойцы Пузанова продвинулись на 60 километров, освободили 22 населённых пункта и захватили в качестве трофеев большое количество оружия и боеприпасов. В ходе операции Лев Илларионович руководил подразделением, находясь непосредственно в боевых порядках наступающих частей. 25 марта 1942 года в бою за деревню Дубовик он был тяжело ранен в голову и правую руку.
Лечение было долгим, и когда он, наконец, вышел из госпиталя, его направили в Тамбов, где начиналось формирование 2-й гвардейской армии. Там не оправившемуся после ранений офицеру предложили должность начальника армейских курсов младших лейтенантов. В декабре 1942 года в составе армии гвардии подполковник Л. И. Пузанов прибыл на Сталинградский фронт (с 1 января 1943 года — Южный фронт 2-го формирования). В период операции «Уран», а затем Донбасской и Мелитопольской операций Лев Илларионович активно готовил офицерские кадры для фронта. В условиях быстрого наступления армии ему удалось эффективно организовать учебный процесс и наладить материально-техническое обеспечение курсов. За время его работы в этой должности армейские курсы младших лейтенантов дали фронту около тысячи командиров среднего звена с подготовкой на «хорошо» и «отлично».
Тем не менее, боевой офицер настойчиво просился на командную работе, и в октябре 1943 годе он был назначен временно исполняющим должность командира 151-й стрелковой дивизии 2-й гвардейской армии Южного фронта. 1 декабря 1943 года гвардии подполковник Л. И. Пузанов был назначен временно исполняющим обязанности командира 49-й гвардейской стрелковой дивизии 2-й гвардейской армии. Сдав в январе 1944 года вполне боеспособную дивизию новому командиру гвардии полковнику В. Ф. Маргелову, гвардии подполковник Пузанов перешёл на должность заместителя командира 24-й гвардейской стрелковой дивизии. Участвовал в Крымской наступательной операции в апреле-мае 1944 года. Для освобождения северо-западных районов Крымского полуострова в 24-й гвардейской стрелковой дивизии было сформировано два ударных подвижных отряда, один из которых возглавил гвардии подполковник Л. И. Пузанов. Под его руководством 12 апреля 1944 года отряд прорвал линию немецкой обороны на реке Чатырлык, и выйдя на оперативный простор, начал стремительное наступление на Евпаторию. В ночь с 12 на 13 апреля отряд Пузанова штурмом овладел опорным пунктом немецкой обороны селом Шибань и на рассвете ворвался в Евпаторию. К девяти часам утра вражеский гарнизон в городе был разгромлен. Успешные действия Л. И. Пузанова при освобождении города Евпатории были отмечены в приказе Верховного Главнокомандующего от 13 апреля 1944 года. До начала мая 1944 года Лев Илларионович занимал должность военного коменданта города Саки. Во время штурма города Севастополя заместитель командира дивизии гвардии подполковник Л. И. Пузанов находился непосредственно в боевых порядках 70-го гвардейского стрелкового полка и осуществлял взаимодействие штаба полка со штабом дивизии. В составе полка Лев Илларионович форсировал Северную бухту и участвовал в боях за расширение плацдарма в районе Большой Морской улицы Севастополя. После ранения командира полка А. С. Дрыгина Лев Илларионович взял на себя задачу по координации действий батальонов полка по освобождению города. К двум часам дня 9 мая 1944 года части 24-й гвардейской стрелковой дивизии очистили от противника Рудольфову слободку.
После освобождения Крыма от немецко-фашистских захватчиков 2-я гвардейская армия была переброшена на 1-й Прибалтийский фронт и с 21 июля 1944 года принимала участие в Шяуляйской фронтовой операции, проводимой в рамках Белорусской стратегической операции «Багратион». Для обеспечения быстрых темпов наступления дивизии, захвата переправ и плацдармов гвардии подполковник Л. И. Пузанов сформировал десантный отряд специального назначения, которым командовал в ходе наступательных действий. 24 июля 1944 года во взаимодействии с частями 39-й армии отряд Пузанова освобождал город Вилкомир. 30 июля при форсировании реки Дубиса в районе города Россиены в нескольких метрах от Льва Илларионовича разорвался вражеский снаряд. С множественными осколочными ранениями головы, груди, рук и с тяжёлой контузией он был эвакуирован в госпиталь.

После выздоровления Л. И. Пузанов получил звание гвардии полковника и был направлен на 1-й Прибалтийский фронт, где с 17 декабря 1944 года исполнял должность заместителя командира 46-й гвардейской стрелковой дивизии. 2 января 1945 года был назначен на должность заместителя командира 67-й гвардейской стрелковой дивизии 6-й гвардейской армии, которая участвовала в блокаде немецкой группы армий «Курляндия». С первых же дней пребывания в дивизии Лев Илларионович уделял огромное внимание повышению боеспособности её подразделений. Он почти постоянно находился в боевых порядках дивизии и оказывал помощь командирам полков и батальонов в организации обороны, выявлял и быстро устранял недостатки. Так получилось, что 12 января 1945 года во время попытки немцев прорвать кольцо блокады в районе населённого пункта Судамалкални Либавского уезда Латвийской ССР Лев Илларионович находился в боевых порядках 199-го гвардейского полка. Умело организовав оборону, гвардии полковник Пузанов отразил силами соединения 12 яростных атак превосходящих сил противника, нанеся ему существенный урон. В феврале 1945 года в составе 6-й гвардейской армии 2-го Прибалтийского фронта, а в апреле 1945 года в составе 42-й армии Ленинградского фронта 67-я гвардейская стрелковая дивизия вела наступательные действия по ликвидации Курляндского котла. 
 В период боёв с 23 марта по 3 апреля 1945 года подразделения дивизии сумели вклиниться в оборону противника к востоку от железнодорожной станции Блидени, но противник продолжал удерживать на фланге дивизии опорный пункт деревню Илэны. Задача ликвидировать угрозу флангового удара командиром дивизии была возложена на гвардии полковника Пузанова. С отрядом бойцов под проливным дождём Лев Илларионович через лесное болото вышел на окраину деревни и завязал бой. Немцы оказывали яростное сопротивление, и овладеть опорным пунктом их обороны удалось только с третьей попытки. В бою противник потерял более 20 человек убитыми, ещё 9 солдат вермахта были взяты в плен. Бойцы Пузанова захватили исправный танк и три станковых пулемёта. Однако, несмотря на предпринимаемые усилия, Красной Армии не удалось ликвидировать Курляндский котёл и сопротивление противника прекратилось лишь 9 мая 1945 года. Впрочем, гвардии полковник Л. И. Пузанов завершил свой боевой путь несколько ранее, когда в апреле его дивизия была выведена с фронта с резерв в район города .

### Послевоенный период
После окончания Великой Отечественной войны Л. И. Пузанов продолжил службу в вооружённых силах СССР в прежней должности. С мая 1946 года командовал 154-м гвардейским стрелковым полком 51-й гвардейской стрелковой дивизии Прибалтийского военного округа (Митава). С июня 1947 — командир 167-м гвардейского стрелкового полка 1-й гвардейской стрелковой дивизии того же округа (Калининград). С ноября 1949 по июль 1953 года — командир 40-й отдельной стрелковой бригады Горьковского военного округа.В 1952 году избирался делегатом XIX съезда КПСС от Кировской области. 
Затем был направлен на учёбу на Высшие академические курсы при Военной академии имени М. В. Фрунзе, которые окончил в 1954 году. По их окончании в октябре 1954 года назначен командиром 120-й гвардейской стрелковой дивизии в Белорусском военном округе. В ноябре 1956 года направлен в распоряжение командующего войсками округа, а в феврале 1957 года гвардии полковник Л. И. Пузанов был уволен в запас. 
Жил в пригороде Енакиево посёлке Зарудня. 26 сентября 1965 года Лев Илларионович скончался. Похоронен на Восточном кладбище Минска.

## Награды
- Медаль «Золотая Звезда» Героя Советского Союза  (21.03.1940);
- два ордена Ленина (21.03.1940; ??);
- три ордена Красного Знамени (17.05.1945; 02.06.1945; ??);
- орден Отечественной войны 1-й степени (15.07.1943);
- орден Красной Звезды;
- медали, в том числе:
  - медаль «За боевые заслуги» (30.04.1945);
  - медаль «За оборону Сталинграда» (декабрь 1942).

## Память
- Именем Героя Советского Союза Л. И. Пузанова названа улица в городе Енакиево.
- Имя Героя Советского Союза Л. И. Пузанова увековечено на мемориале Героям Советского Союза в городе Енакиево.

## Документы
- Общедоступный электронный банк документов «Подвиг Народа в Великой Отечественной войне 1941—1945 гг.» Дата обращения: 3 июля 2013. Архивировано из оригинала 13 марта 2012 года.

Представление к званию Героя Советского Союза. Дата обращения: 3 июля 2013. Архивировано 5 июля 2013 года.
Орден Красного Знамени (наградной лист и приказ о награждении от 17.05.1945). Дата обращения: 3 июля 2013. Архивировано 5 июля 2013 года.
Орден Красного Знамени (наградной лист и приказ о награждении от 02.06.1945). Дата обращения: 3 июля 2013. Архивировано 5 июля 2013 года.
Орден Отечественной войны 1-й степени (наградной лист и приказ о награждении). Дата обращения: 3 июля 2013. Архивировано 5 июля 2013 года.